# ノルトハイム
ノルトハイム (ドイツ語: Northeim, ドイツ語発音: [ˈnɔrtha͜im]) は、ドイツ連邦共和国ニーダーザクセン州ノルトハイム郡に属す中規模都市である。同郡の郡庁所在地であり、かつてのハンザ都市である。面積約 145 km2 のこのヨーロッパ都市には約3万人が住んでいる（2010年現在）。ノルトハイムの面積は、アインベックについで南ニーダーザクセンで2番目に広い。

## 地理

### 位置
ノルトハイムは、ハルツ山地の南西の支脈の一番外側、ゾリングから数 km 東のニーダーザクセン・ベルクラントの南ニーダーザクセンに位置している。この街は大都市ゲッティンゲンの北 20 km にあたる。この市の中心部を東経10度の経線が通っている。商店街ブライテ通りでは、白い敷石で経線を示している。
ノルトハイムをルーメ川が流れている。この川にはかつてノルトハイマー・ミューレ（水車）が稼働していた。ランゲンホルテンゼン地区を流れるデューネ川は、連邦道B241号線の橋梁付近でルーメ川に合流する。市の西側の遠くないところをライネ川が南北に流れている。中核市区の北西 4.5 km で、ルーメ川と西から流れてきたモーレ川がライネ川に合流する。
ノルトハイムは、ノルトハイム湖沼地域に面している。この湖沼地域は、2006年8月現在、砂礫採掘で形成された総面積 360 ha の12の湖沼がある。採掘完了までに少なくともあと3つの湖沼が現れる。最大の単独湖は面積 160 ha を超える。この湖は、水浴場や、たとえば定期的なヨットレースなどのウォータースポーツに利用されている。ここでは、毎年数多くのプログラムがあるノルトハイム湖沼祭が開催されている。湖沼地域のその他の部分は、ノルトハイム湖沼地域水鳥保護区などの自然保護地となっている。

### 市の構成
| - ベルヴァルツハウゼン - ビューレ - デンカースハウゼン - エーデスハイム - ハンメンシュテット - ヒレルゼ - ヘッケルハイム - ホーンシュテット | - ホレンシュテット - インプスハウゼン - ラーゲルスハウゼン - ランゲンホルテンゼン - シュネーディングハウゼン - シュテックハイム - ズートハイム |

これに加えて、以下の集落もこの市に含まれる。かっこ内はその集落が含まれる市区である。ヴェッツェ（シュテックハイム）、ブルンシュタイン（ランゲンホルテンゼン）、グート・ヴィッカースハウゼン（ホレンシュテット）。かつてのヘッケルハイム修道院領の防衛砦で6人の住民が住む（2005年現在）ギュントゲンブルクはハンメンシュテットに属す。

### 隣接する市町村
ノルトハイムは、北はアインベック、カーレフェルト、クライエンゼンと境を接する。東はカトレンブルク＝リンダウと接する。南にはネルテン＝ハルデンベルク、西にはモーリンゲンが位置する。

## 歴史
2008年中頃、ノルトハイムの北北東約 15 km の地点で発見されたローマ時代のカーレンフェルトの戦場跡は、2世紀末から3世紀初めにローマが、少なくとも一時期は、ノルトハイム周辺の地域を制圧していたことを示している。

### 最初の記録から千年紀まで
7世紀にノルトハイムに関する最初の言及が記録されている。それはフランク人貴族 Nithard とその妻 Eggehild がノルトハイム、メーデンハイム、ズートハイムの土地をフルダ修道院に寄贈したというものである。800年頃、現在の聖ジクスティ教会付近にザクセン人の定住地があった。この集落は後に「オーバードルフ」と称した。この入植地が元々どう呼ばれていたかは伝えられていない。同じ頃、近くに通商路の保護に寄与すべきフランク人入植地があった。この集落は10世紀にノルトハイム伯の所領となっていた。リッティガウの伯、ジークフリート・フォン・ノルトハイムに関する最初の記録は、982年の日付のある皇帝オットー1世の文書に遺されている。

### 中世

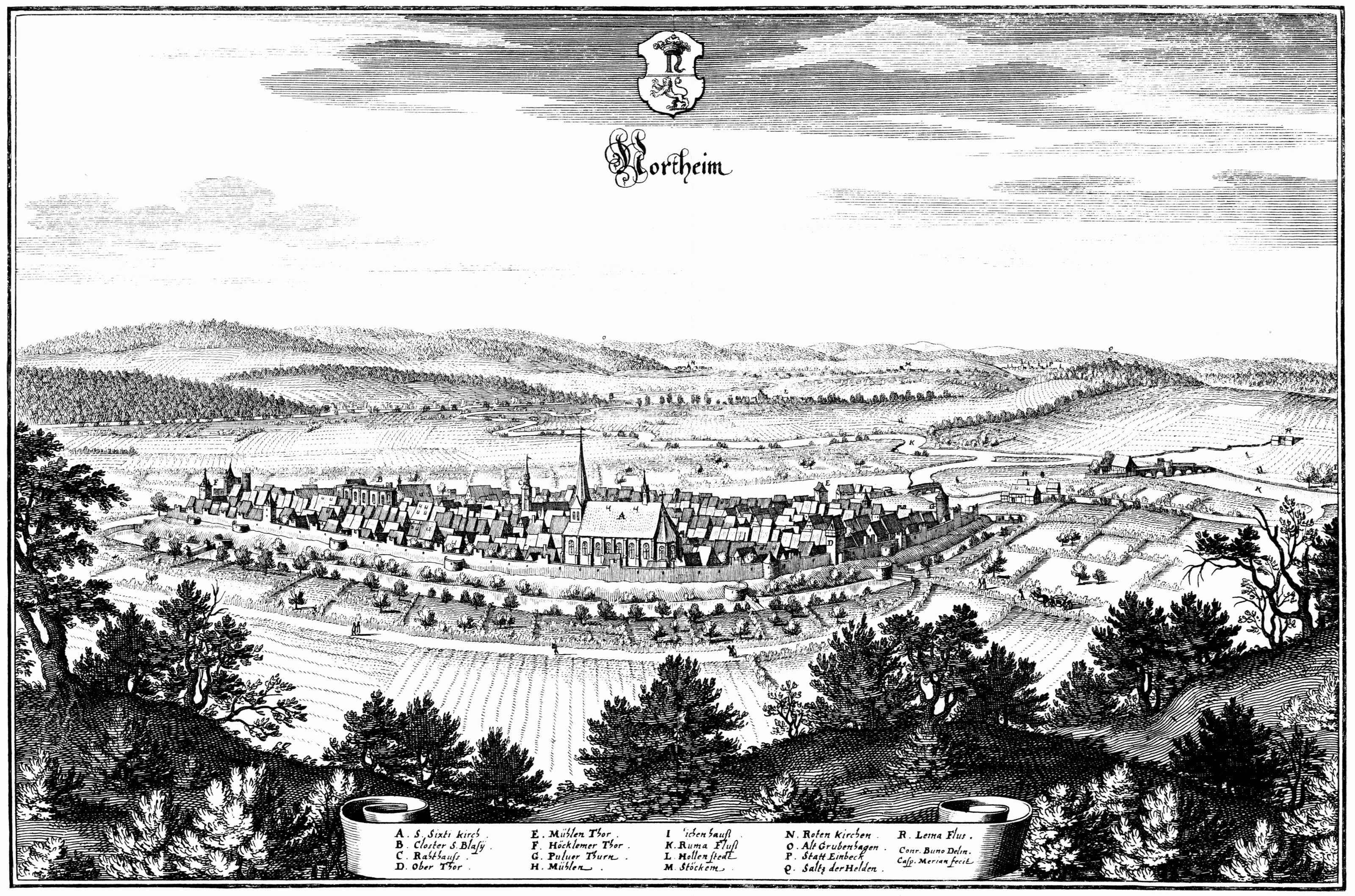
1654年から1658年にマテウス・メーリアンの銅版画に描かれたノルトハイム

ノルトハイム伯の宮廷所在都市としての最初の記録は1002年になされている。ノルトハイムのジークフリート1世、ジークフリート2世、ベンノおよびハインリヒ・フォン・カトレンブルク、ウード・フォン・カトレンブルク4月30日の夜から5月1日にペールデ修道院でマイセン辺境伯エッケハルト1世を殺害した。
1050年頃にノルトハイム伯オットーは、エッツォ家シュヴァーベン大公オットー2世の娘でヴェルル伯ヘルマン3世の寡婦リヒェンツァと結婚した。この結婚により彼は所領をかなり拡大し、当時最も名声が高く、最も裕福な諸侯の一人となった。オットーは、1061年にハインリヒ3世の未亡人アグネスからバイエルン公領を贈与された。ハインリヒ4世がノルトハイムを訪れた際に殺害する計画を練っていたとされたオットーは、1069年に不敬罪で有罪とされ、これによってレーエンの権利もバイエルン公位も失った。オットー・フォン・ノルトハイムは、1083年に落馬して死亡したが、当時ノルトハイムに修道院（ザンクト・ブラジエン修道院）の設立を計画していた。この修道院の保護下で、現在のブライテン通り付近に市場を中心とする集落が造られた。これがノルトハイムの萌芽となった。
1110年、オットーの孫リヒェンツァ・フォン・ノルトハイムはロタール・フォン・ズップリンゲンブルクと結婚した。ロタールは後に神聖ローマ皇帝ロタール3世となり、彼女は皇后となった。リヒェンツァはハインリヒ獅子公の祖母にあたる。ノルトハイム伯の男系家系はハインリヒ・フォン・ボイネブルクの死によって1147年に断絶した。修道院を含むノルトハイム伯の所領はヴィンツェンブルク伯ヘルマン2世のものとなった。その5年後にヘルマンが殺害され、修道院はハインリヒ獅子公となった。

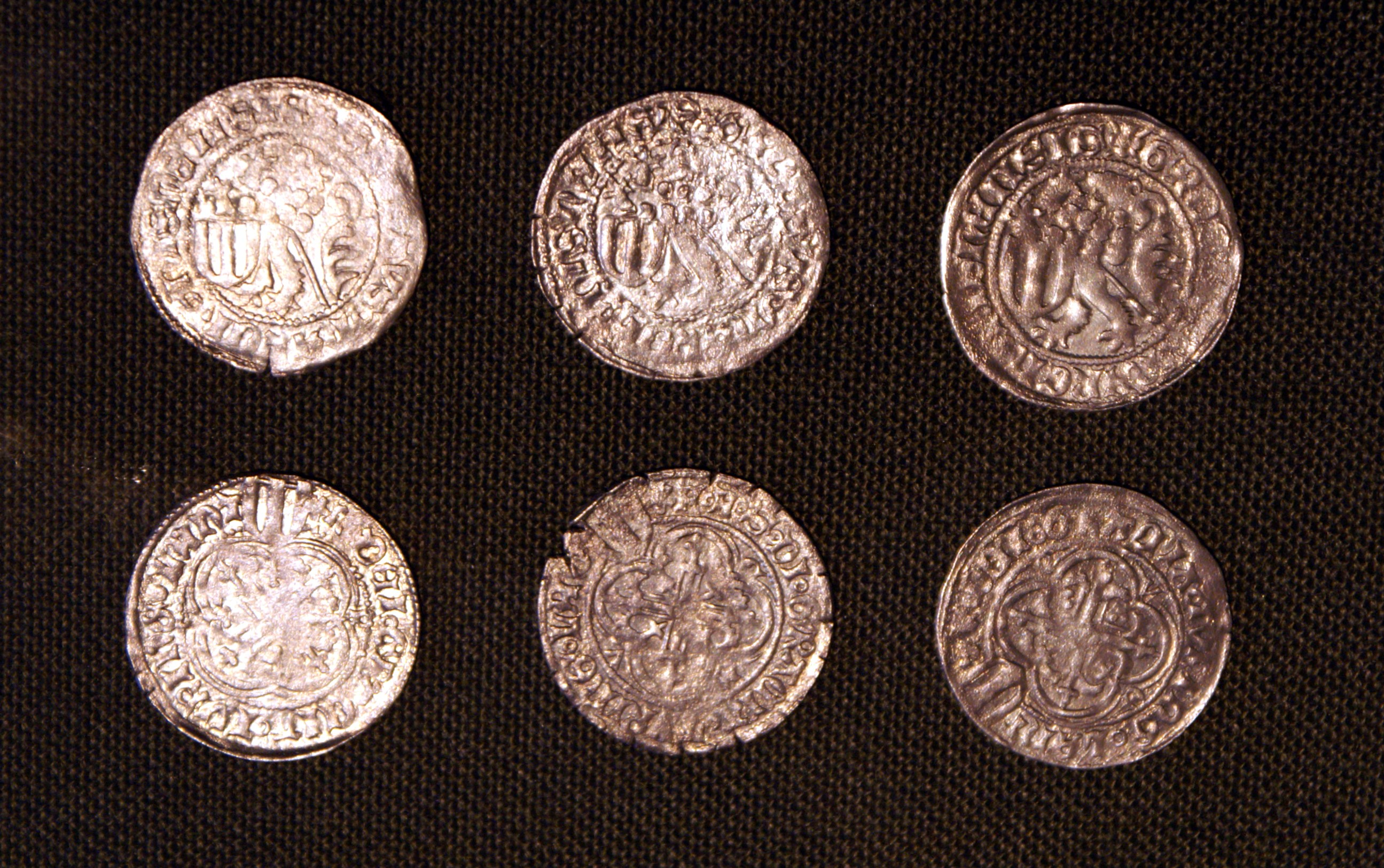
ヘッケルハイム地区で発見された1437年の刻印がある硬貨

ノルトハイムは1204年に初めて "civitas"（ラテン語で「都市」を意味する）として記録されているが、都市権はその 50年後の1252年に与えられた。これにより、現在も一部が遺る市壁が建設された。1246年にノルトハイムは 50 km 離れた都市ハン・ミュンデンと相互防衛同盟を結んだ。ブラウンシュヴァイク＝リューネブルク公の代官所は1334年から（1832年の火災で荒廃するまでは）市庁舎として利用された。同じ頃ノルトハイムは貨幣鋳造権を獲得した。この時代からノルトハイムは経済的に興隆し、1384年にハンザ同盟に加盟した。1477年に最初の市立学校が設立された。この学校はギムナジウム・コルフィニアヌムとして現存している。1480年頃にすべての修道院施設が改築されたと記録されている。この頃1485年に修道院のゴシック様式のホール式教会が建設された。しかし、宗教改革により、これらの建設工事は中止に追いやられた。ノルトハイムはプロテスタント化された。1539年3月7日、宗教改革家アントン・コルヴィーヌスはこの街で最初の教会法を制定し、議会は聖ジクスティ教会の保護者となった。その数年後から1529年まで修道院は市の抵当となされ、1562年に宗教施設としては閉鎖された。ノルトハイムがハンザ同盟の成員であったのは比較的短い期間で、1554年にはすでに脱退している。1568年と1574年にルーメ川に初めて石橋が架けられ、最初の薬局が造られた。

### 三十年戦争以後
街の歴史の転換点は、修道院に対する抵当権を喪失した1529年に訪れた。三十年戦争はノルトハイムも見過ごしにはしなかった。1626年には皇帝軍によって3度も包囲された。最初は4月8日から17日にかけてマルティーニ隊長の率いる軍に、次いで8月6日から10日にかけてブランカルト隊長の軍に包囲された。3度目の包囲戦は、9月からフュルステンベルク伯とブランカルト隊長によるものであった。その翌年、ノルトハイムは降伏し、300人の駐留兵を受け容れ、週300ターラーの食料費を供給しなければならなかった。カトリック軍の将軍ティリー伯は、ノルトハイムの防衛施設の破壊を命じ、防塁の解体、内堀の埋め立てがなされて満足したのは1629年になってからであった。1641年はノルトハイムにとって陰惨な年であった。武装解除されたこの街がピッコロミーニ将軍に襲撃され、情け容赦なく略奪され、多くのノルトハイム市民が犠牲となった。以前の経済的繁栄は、遅くとも三十年戦争によって終焉し、その後は衰退し、貧困化していった。

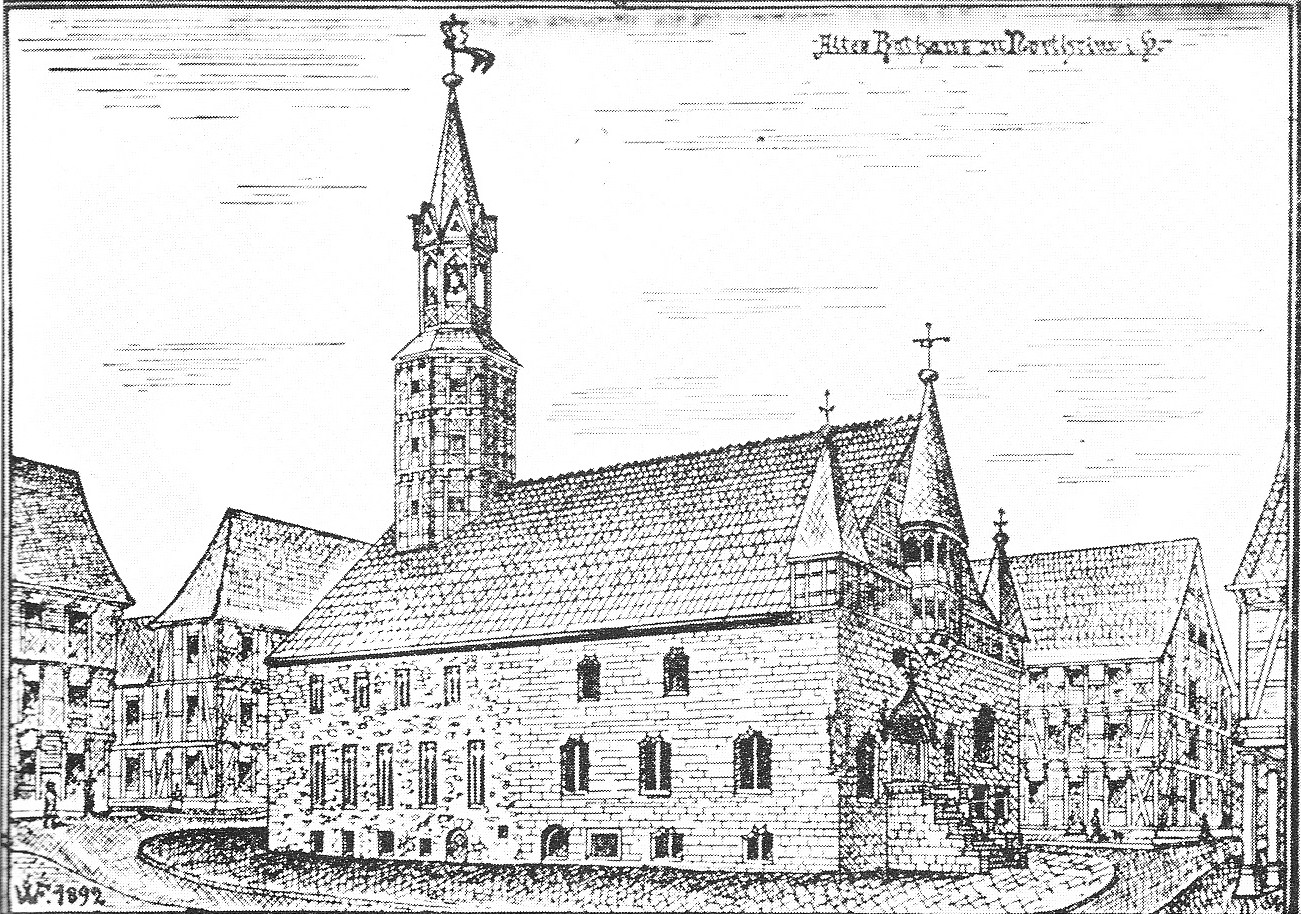
1832年に焼失した旧市庁舎

1702年、市議会の主権は解消され、領邦君主の支配下で市参事会制度に置き換えられた。戦争で生じた空き地は18世紀前半に国が奨励する建設プログラムによって姿を消した。この世紀の後半には、市長ヨハン・アハターキルヒェンの下、模範的な行政運営がなされた。ガルデキュアラジーア通りの九の地にわずかに遺る墓の一つがアハターキルヒェンの墓である。1773年、古い市門が、新しく広い門に建て替えられた。これは新しいヘール通りの建造に合わせて必要だったのである。1803年、いわゆるゲズントブルンネン（健康の泉）沿いに硫黄泉が発見された。ヴェストファーレン王国時代（1807年 - 1813年）、ノルトハイムはライネ県ゲッティンゲン管区に属した。最初の新聞は「ノルトハイマー・ヴォーヒェンブラット」で、1831年から発行されている。その翌年に市の中心部で甚大な火災があり、46件の住宅、薬局、豪華な市庁舎が犠牲になった。市庁舎を失ったこの街は1842年にエンテンマルクト沿いのルーマニア貴族の館を購入し、この館は20世紀半ばまで市庁舎として利用された。1848年、とうの昔に重要性を失っていた市門がついに取り壊された。この同じ年に市民軍が組織され、現在も存続している体操クラブが設立された。19世紀後半、ノルトハイム郡の設立によって、この街に広域の行政本部が置かれた。
この頃、街の経済的重要性が再び増していった。1854年にハノーファーからゲッティンゲンへの鉄道が開業し、南向きの市壁が開けられて新設された軍病院への入り口にいたるクルツェン通りがここに通された。病院としての機能は、20世紀になるまでこの建物に保持されていた。1950年代にヴィーター・エンデに新しい建物が建設され、病院はここに移転した。これにより開いた古い病院の建物は市役所として利用された。現在のヴィーター通り付近の市壁が取り壊されたことで、ベルク・ヴィーターは1867年に住宅地として開発された。1868年の鉄道南ハルツ線開通に伴って駅が設けられた。1878年にゾリング鉄道が開業し、ノルトハイムは重要な乗り継ぎ駅となった。鉄道はその後、この街の発展に寄与した。1883年、ノルトハイマー・ベルクの山頂に、現在もハイキングの目的地として人気のヴィーター塔が建設された。1890年には市立博物館が設立された。1892年からノルトハイムの工業化が、特にタバコ産業と製糖業の分野で始まった。さらに大規模な浄水施設ルーメミューレが造られた。同じ1892年にノルトハイムはまたしても火災に襲われ、マルクト広場の東側の家屋とブライテン通り東部の北側が大きな被害を受けた。現在マルクト広場沿いに歴史主義様式の石造建築が比較的多いのはこのためである。

### 20世紀以後
1920年に水道と運河の整備が始まった。7年後、2つ目のノルトハイムの新聞「ノルトハイマー・ノイエステン・ナハトリヒテン」が発刊された。現在この新聞は、ヘッセン/ニーダーザクセン・アルゲマイネの一部として存続している。1912年からノルトハイムに電気が供給された。第一次世界大戦中、ノルトハイムに下士官養成学校が置かれた。この学校は、1915年から1918年まで運営されていた。1920年から住宅難が深刻化し、このため転入が禁止され、公益建設協会が設立された。
ノルトハイムのヴァイマル共和政から国家社会主義の勃興期は、ウィリアム・アレンの作品『Das haben wird nicht gewollt!（それは不自然なことではなかった）』のテーマとなっている。ただし、ノルトハイムはここではドイツの平均的な小都市の例として「タールブルク」の偽名で登場する。NSDAPは中産階級中心で保守的なノルトハイムでは急速に権力を掌握した。1933年から市壁と防塁の改造が行われた。1934年から1936年に国家労働奉仕団によってニーダーザクセン野外ステージが造営された。これは現在でも北ドイツ最大の野外ステージの一つである。1934年と1939年にこの街は NSKOV（国家社会主義戦争傷害者組織）の集会が開催され、帝国で重きをなした。

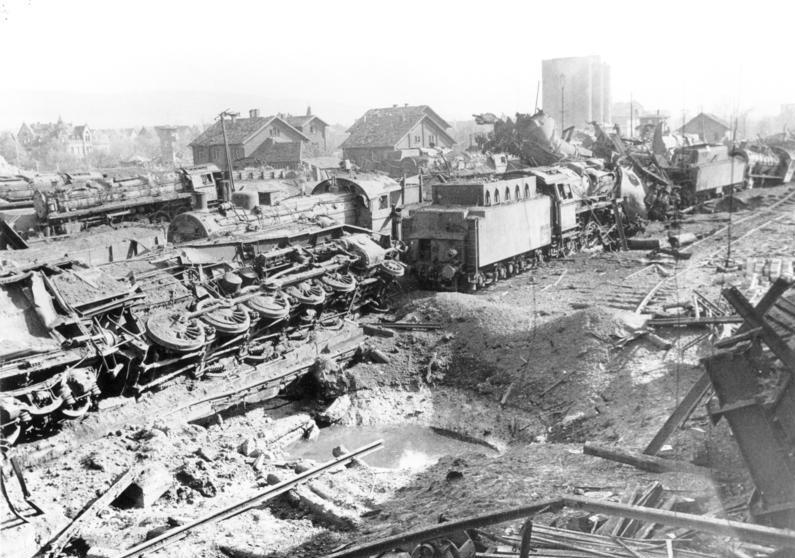
空爆によって壊滅的な破壊を受けたノルトハイム駅

第二次世界大戦中、特にノルトハイムは激しい破壊を免れた。しかし、1944年9月、ノルトハイム旧市街周辺への空爆で甚大な被害を受けた。さらに、1945年2月と4月の激しい空爆によって、堂々とした改札ホールを有したノルトハイム駅は完全に破壊された。これをたとえばゲッティンゲン駅がそれほど大きな損害被らなかったことを比較すると、当時のノルトハイム駅の重要性がこの爆撃によって示されている。4月9日に米軍の戦車隊がこの町に侵攻した。これによりノルトハイムでの戦争は終結した。
第二次世界大戦後、街と駅の復興が始まった。ノルトハイムは新たに設けられたニーダーザクセン州の一部となった。1952年に市の創立700年祭が祝われ、ポーランド（旧シレジア地方）のプルドニクの支援都市となった。1958年に大規模な学校建設プログラムが開始された。第二次世界大戦前、ノルトハイムは兵営の所在地であったが、1961年から改めてドイツ連邦軍駐屯地となった。この駐屯地は1992年に廃止された。1967年にフランスの都市トゥルラヴィルと姉妹都市となった。1969年から旧市街の近代化が始まった。1970年代の初めまでに修道院の建物の大部分が取り壊され、シティー・センターが建設された。ニーダーザクセン州全土を対象とした行政改革によって、周辺の15の町村がノルトハイムに合併し、現在の市区が形成された。これによりノルトハイムの人口は3万人を超えた。ノルトハイム郡は、アインベック郡およびガンダースハイム郡やドゥーダーシュタット郡の一部を取り込んだ。ノルトハイム市は新しいノルトハイム郡においても、それまで通り郡庁所在都市の地位を保持した。1976年から旧市街の歴史的建造物の修復が始まった。この年には市立ホールが建設されたが、この建物は数年後に焼失し、1986年に新しく建て直された。1986年から市内中心部に、ほぼ全方角への道路を包含する歩行者専用地区が設けられた。それまで中心部は自動車による通行が可能だったのであった。翌1987年に東バイパス、西バイパスが開通した。2002年、ノルトハイムは「ニーダーザクセンの日」の主催者となった。同じ年にギムナジウム・コルヴィーニナウムの創立525年祭が開催された。

## 宗教
この街には、プロテスタント＝ルター派教会とプロテスタント自由教会がある。また、カトリックの教会組織もある。この他、新使徒派教会やムスリムの組織もある。1933年以前にノルトハイムにあったユダヤ教組織はナチスによって解体されたが、第二次世界大戦後、新たに組織された。エホバの証人もノルトハイムに集会所を持っている。

## 行政

### 市議会
ノルトハイム市議会は、38議席からなる。

### 首長
第二次世界大戦後のノルトハイムの市長を列記する。
| 任期            | 名前                                              | 名前                            | 政党              |
| --------------- | ------------------------------------------------- | ------------------------------- | ----------------- |
| 1945年          | グスタフ・アドルフ・グロッセ                      | Gustav Adolf Grosse             | 無所属            |
| 1945年          | クルト・ティーレ                                  | Kurt Thiele                     | SPD               |
| 1945年 – 1946年 | ゲオルク・ディーデリヒス                          | Georg Diederichs                | SPD               |
| 1946年 – 1948年 | ヘルマン・フリス                                  | Hermann Fliß                    | SPD               |
| 1948年 – 1950年 | ヘルムート・オーバーベック                        | Hellmut Oberbeck                | FDP               |
| 1950年 – 1951年 | オットー・ミュラー                                | Otto Müller                     | DP                |
| 1951年 – 1952年 | ゲルハルト・フランケ（第1期）                     | Gerhard Franke                  | CDU               |
| 1952年 – 1953年 | ヴィンフリート・ヘーダーゴット                    | Winfrid Hedergott               | FDP               |
| 1953年 – 1954年 | ハインリヒ・トレ（第1期）                         | Heinrich Tolle                  | SPD               |
| 1954年 – 1956年 | ゲルハルト・フランケ（第2期）                     | Gerhard Franke                  | CDU               |
| 1956年 – 1961年 | ハインリヒ・トレ（第2期）                         | Heinrich Tolle                  | SPD               |
| 1961年 – 1964年 | フリッツ・シュラーダー                            | Fritz Schrader                  | DP                |
| 1964年 – 1981年 | ヘルマン・トイテベルク                            | Hermann Teuteberg               | SPD               |
| 1981年 – 1981年 | フリードリヒ＝ヴィルヘルム・フォルデムフェルデ    | Friedrich-Wilhelm Vordemfelde   | CDU               |
| 1986年 – 1996年 | ヴォルフガング・テレ                              | Wolfgang Tölle                  | SPD               |
| 1996年 – 2001年 | ハンス＝ペーター・フォイクト                      | Hans-Peter Voigt                | CDU               |
| 2001年 – 2006年 | イルンフリート・ラーベ                            | Irnfried Rabe                   | FDP               |
| 2006年 – 2013年 | ハーラルト・キューレ                              | Harald Kühle                    | SPD               |
| 2013年          | ヴォルフガング・ヘンデル イェルク・ドーデンヘフト | Wolfgang Haendel Jörg Dodenhöft | SPD, CDU （委任） |
| 2013年 - 2017年 | ハンス＝エーリヒ・タンホイザー                    | 無所属                          |                   |
| 2017年 - 2018年 | イェルク・ドーデンヘフト                          | CDU（委任）                     |                   |
| 2018年 -        | ジーモン・ハルトマン                              | SPD                             |                   |

2013年1月に市議会は34票の賛成票で当時の市長キューレに対する解任を決議した。2013年2月4日に住民投票により解任が決定し、これによりキューンは失職した。
市議会は、さらに2017年9月に後任視聴に選出されたハンス＝エーリヒ・タンホイザーに対しても選挙無効手続きを開始し、タンホイザーは2017年9月11日に辞任を表明して退任した。

### 紋章
ノルトハイムの市章は以下の図柄である。下部は赤い三峰の山型、その上部は緑地。赤地部分には、歩く金色の獅子。山の上に、銀のゴシック書体で「N」の文字が壁に書かれた銀の城。城の上に赤い屋根の塔が3本あり、城の両側に同じ形の塔が2本ある。
1250年頃まで街のシンボルカラーが赤 - 黄であったことが証明されている。ハノーファーのニーダーザクセン州立文書館に保管されている。この街の文書の紐にこの色が使われている。赤は昔のザクセンの盾の色であり、黄色は現在の紋章の構成要素でもあるブラウンシュヴァイクの獅子に基づく。さらに黄と赤は元々ヴェルフ家の色でもある。ヴェルフ家とノルトハイム伯家との間には緊密な血縁関係があった。

### 姉妹都市
- ガルノイキルヒェン（オーストリア、オーバーエスターライヒ州）
- プルドニク（ポーランド、オポーレ県）
- トゥルラヴィル（フランス、マンシュ県）

## 文化と見所

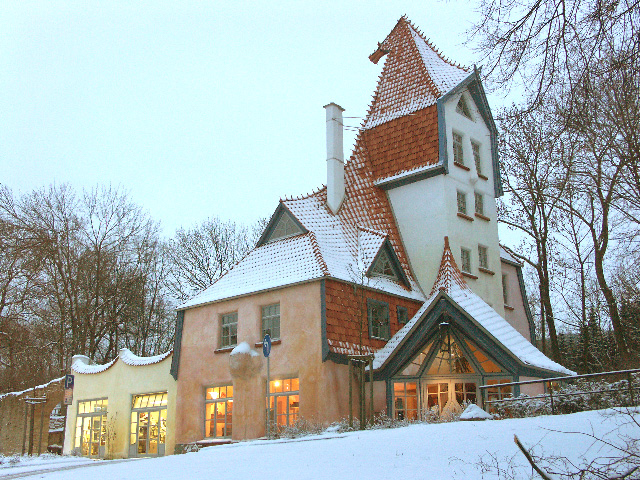
夜の劇場

### 夜の劇場
「夜の劇場 (Theater der Nacht)」は、旧消防署の建物を利用した有名な人形劇の劇場である。この劇場は2001年に開館した。

### ヴァルトビューネ
「ニーダーザクセン野外ステージ」は1934年に建設された。このヴァルトビューネ（Waldbüne、直訳すると「森のステージ」）は、元々は民会場として計画されたものである。戦後、非公式な第1回ドイツ体操選手権の会場となった。
近代化工事とインフラ整備の後、現在の野外アリーナとして頻繁に利用されるようになった。ブナの古木に囲まれたこのアリーナには8000人が収容できる。ヴァルトビューネ・ノルトハイムは NDR 1 ラジオ・ニーダーザクセンの民俗音楽祭で全国的に有名である。トレンドの催しとしては「クルトシュタトゥス」がある。これらを別にして、このステージは地元のグループや組織にも利用されている。

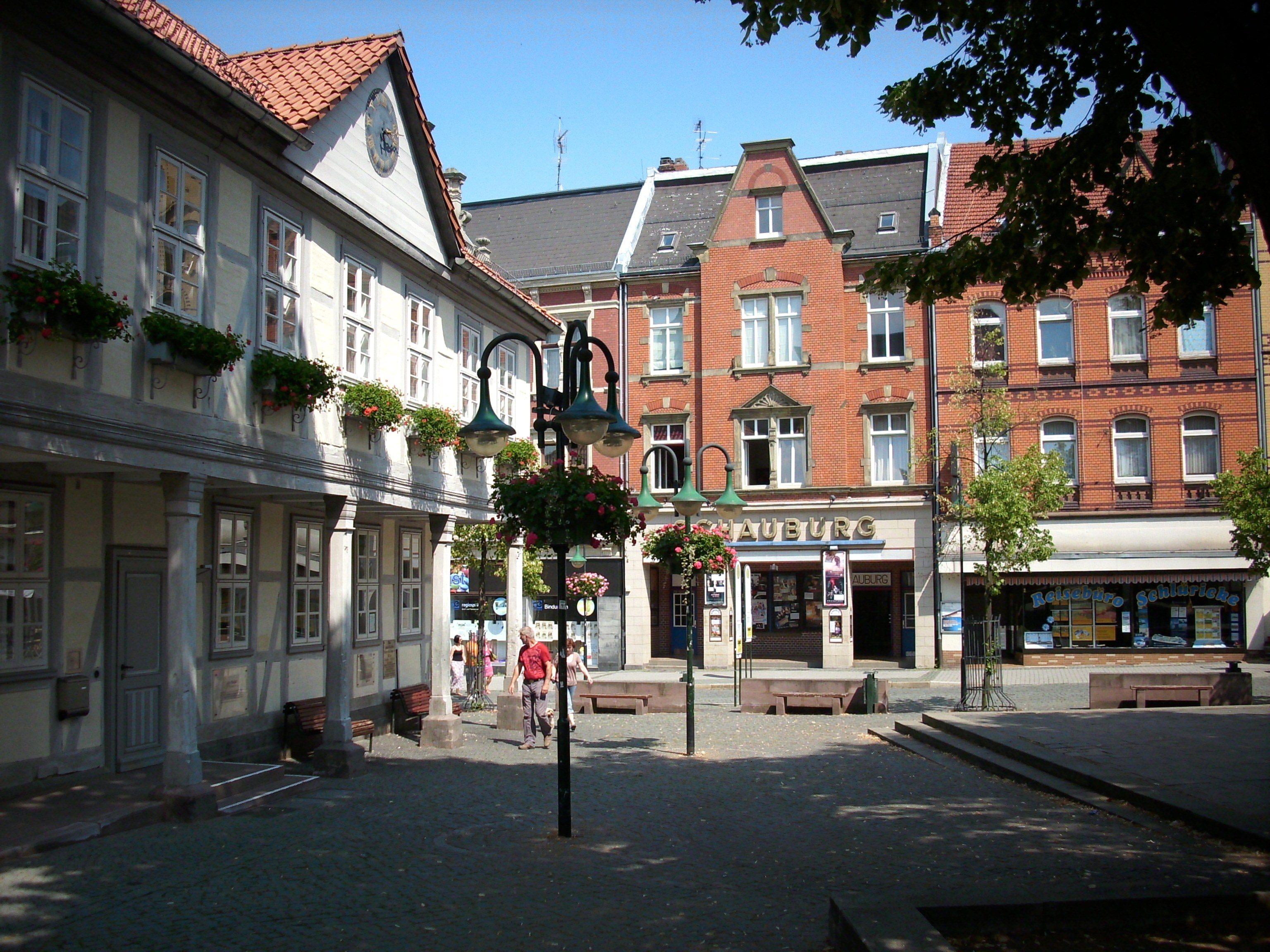
映画館シャウムブルク

### シャウブルク
シャウブルクは、中核市区に唯一ある映画館である。映画文化はノルトハイムでは長い伝統を有している。1912年にノルトハイムで最初の映画館「ロアヤール・テアーター」が造られた。この映画館は第一次世界大戦前に「ツェントラル・テアーター」と改名された。1923年にマルクト広場近くに別の映画館「ノルトハイマー・リヒトシュピーレ」がオープンした。この映画館は1936年に「シャウムブルク - フィルム・ウント・ビューネ」という名前で500席の館として再オープンした。1950年代に3つの映画館「カピトール」ができた。1970年代の映画危機の結果、1980年代半ばにカピトールは閉館した。全国的に有名なポルノ映画館となり、「クルベル」とも呼ばれたセントラル・キーノも持ちこたえることはできなかった。
シャウブルクにとっても時代は悪くなっていった。しかし1986年に市立ホールが焼失したことでシャウムブルクは1989年までしばしば劇場として利用され、一時的に収入を確保することができた。1997年にこの映画館は完全に改装された。シャウムブルクは州や連邦レベルの映画賞で数多くの賞を受賞している。2002年にシャウムブルクに2つ目のホールが造られた。

### 郷土博物館
旧修道院の西側に面した聖ブラジウスの向かいに1478年に初めて文献に登場する木組み建築聖シュピリトゥスがある。この建物にはノルトハイム郷土博物館が入居しており、2004年からは重要なノルトハイム＝ヘッケルハイムの出土コインが展示されている。

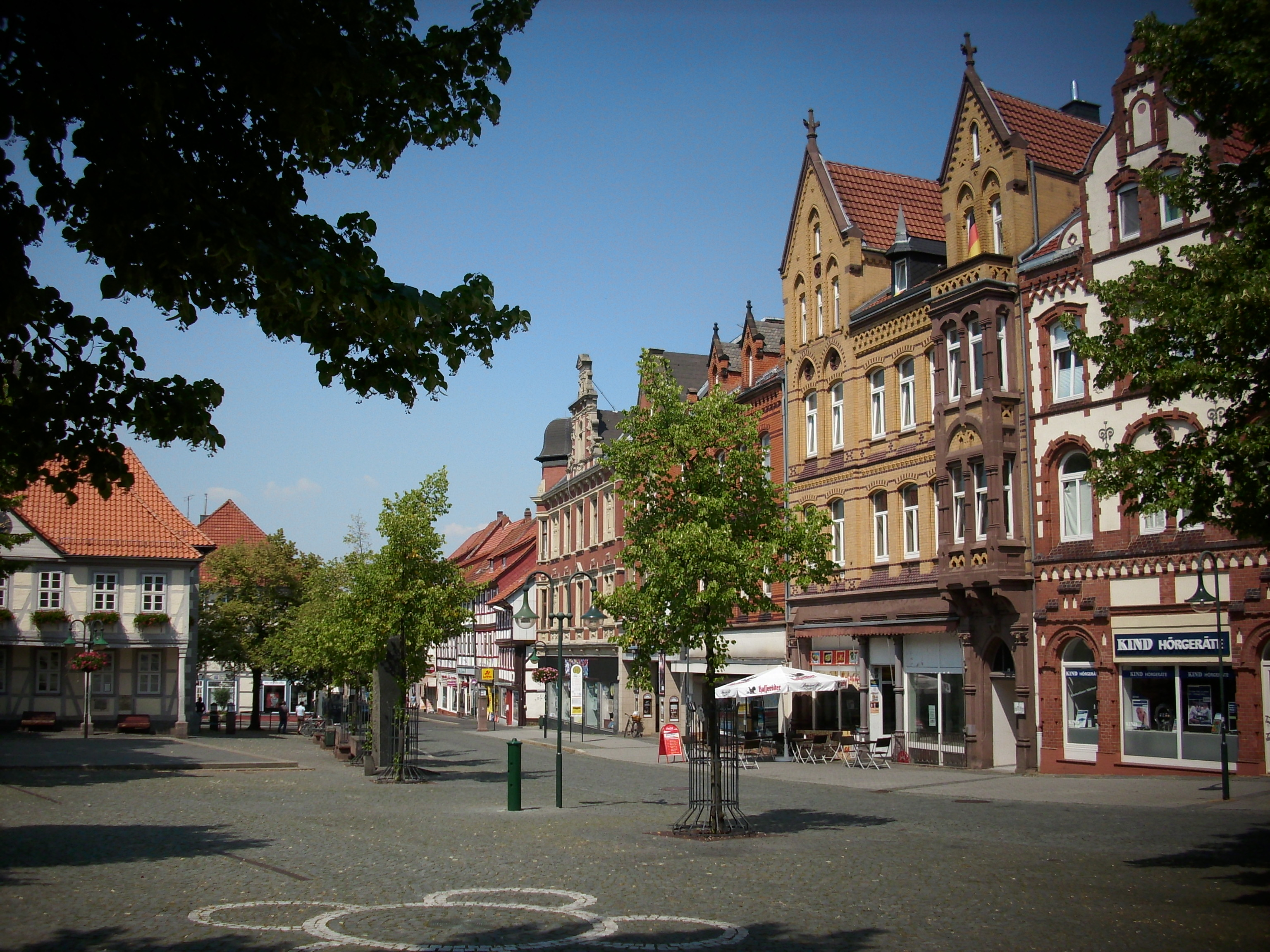
ノルトハイム旧市街

### 旧市街
ノルトハイムは、主に16世紀から18世紀に建設された木組み建築からなる、良く保存された旧市街を有し、かつての市壁の大部分が保存されている。中でも大きく、市の風景を決定づけているのがプロテスタントの聖ジクスティ教会である。この教会は三堂式の後期ゴシック様式のホール式教会で、ニーダーザクセン州南部で最大の教会オルガンを備えている。2009年4月6日の朝に起きた火災で8棟の木組み建築が被害を受け、そのうち6棟は取り壊さなければならなかった。消防団の素早い対応により、たとえば旧市街の広い部分が犠牲となった19世紀のような壊滅的被害は免れた。1734年に市場礼拝堂の南側に「アルテ・ヴァッヒェ」と呼ばれる木組み建築が設けられた。これは市の駐屯部隊指揮官のための兵営監視所として用いられた。この建物は400ターラーを費やし、1738年からは鐘楼を戴いている。1986年秋からアルテ・ヴァッヒェはノルトハイム市の老人交流所として利用されている。

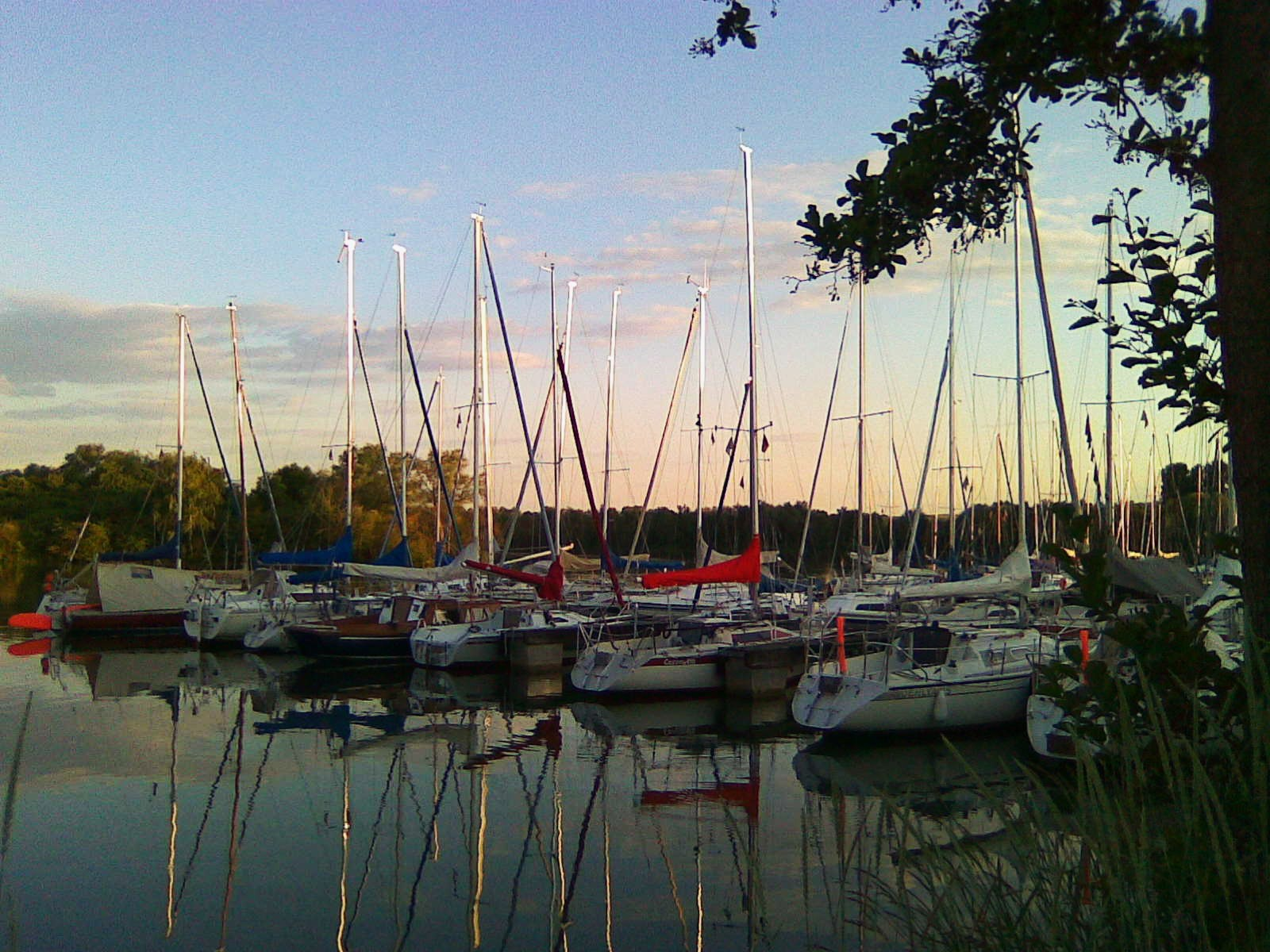
ノルトハイム湖水地区の港

- 郷土博物館
- 現存する市壁の一部
- 聖ジクスティ教会
- アルテ・ヴァッヒェ
- エンテンマルクトの旧市庁舎

### 湖水地区
砂礫採掘で形成された「ノルトハイム湖水地区」は約 360 ha の広さに、現在 12 の人工湖がある。今後少なくとも3つが増える予定である。ここには、いくつものレジャーを楽しむことができる。例えば、遊歩道、水浴、ヨット、サーフィン、潜水や釣りなどである。自然愛好家には、動植物保護保護区である「ノルトハイム湖水地区水鳥保護区」がある。この保護区は当初3つの湖で構成されていたが、後に4つに拡大された。湖水地区は今日すでにノルトハイムの文化生活・余暇生活の重要な構成要素である。ヨットやレガッタの国際スポーツ・コンテストや湖水祭には、遠近を問わず何千人もの客が湖に、あるいは街にやって来る。

### 公園と旧市営墓地
路地に遮られながらならぶ多くの小公園が市壁の北端を示している。そこは緑地で縁取られた散歩道になっている。さらには多くの池（一部では水遊びができる）や大きな子供遊技広場を持つミニゴルフ場も近くにある。
ガーデキュラジーア通り沿いに、18世から19世紀に使用されていた古い市営墓地がある。この旧墓地は、最も良く保存された市壁前に位置している。墓地は1875年10月19日に、現在も使われているハンメン通りのアム・ハルツトーア市営墓地に移転した。旧墓地は現在公園となっており、わずかに遺る墓石や廟所がかつての用途を偲ばせている。

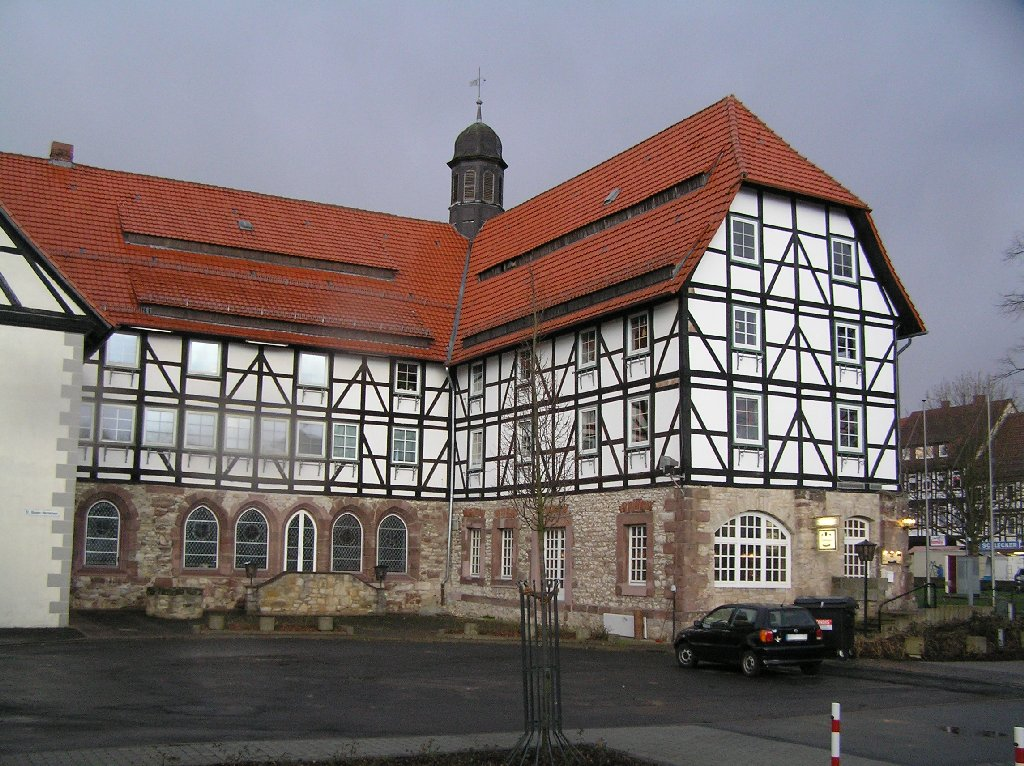
旧ザンクト・ブラジーエン修道院

- ツゥルラヴィラー・ヴァル公園
- 旧墓地公園

### 修道院
ノルトハイム市には2つの旧修道院がある。1つはシトー会のヴィープレヒツハウゼン修道院である。また、中核市区には旧ザンクト・ブラジーエン修道院の建物が遺っている。

### 教会
ノルトハイムには多くの宗教建築が、中核市にも他の市区にもある。20世紀になってノルトハイムの宗教活動は明らかに拡大している。中核市区には3つのプロテスタント教会が存在している。ノルトハイム最大の教会が聖ジクスティ教会である。この教会はゴシック様式で中世に建設されたものである。この他の中核市区にあるルター派の教会が、使徒教会とコルヴィーヌス教会である。これらの教会はそれぞれ信者組織を有している。中核市区にあるカトリック教会が聖マリア教会で、1886年に献堂された。ノルトハイムは伝統的にプロテスタントが優勢であり、この教会が市内で唯一のカトリック教会である。この他に、いくつかの市区にもプロテスタント＝ルター派の宗教施設がある。中でもビューレ地区の聖オスヴァルディ教会とズートハイム地区の聖ニコライ教会は特筆に値する。
新使徒派教会組織は、オストプロイセン通りに礼拝施設を有している。さらにガルテン通りにはエホバの証人の王国ホールがある。

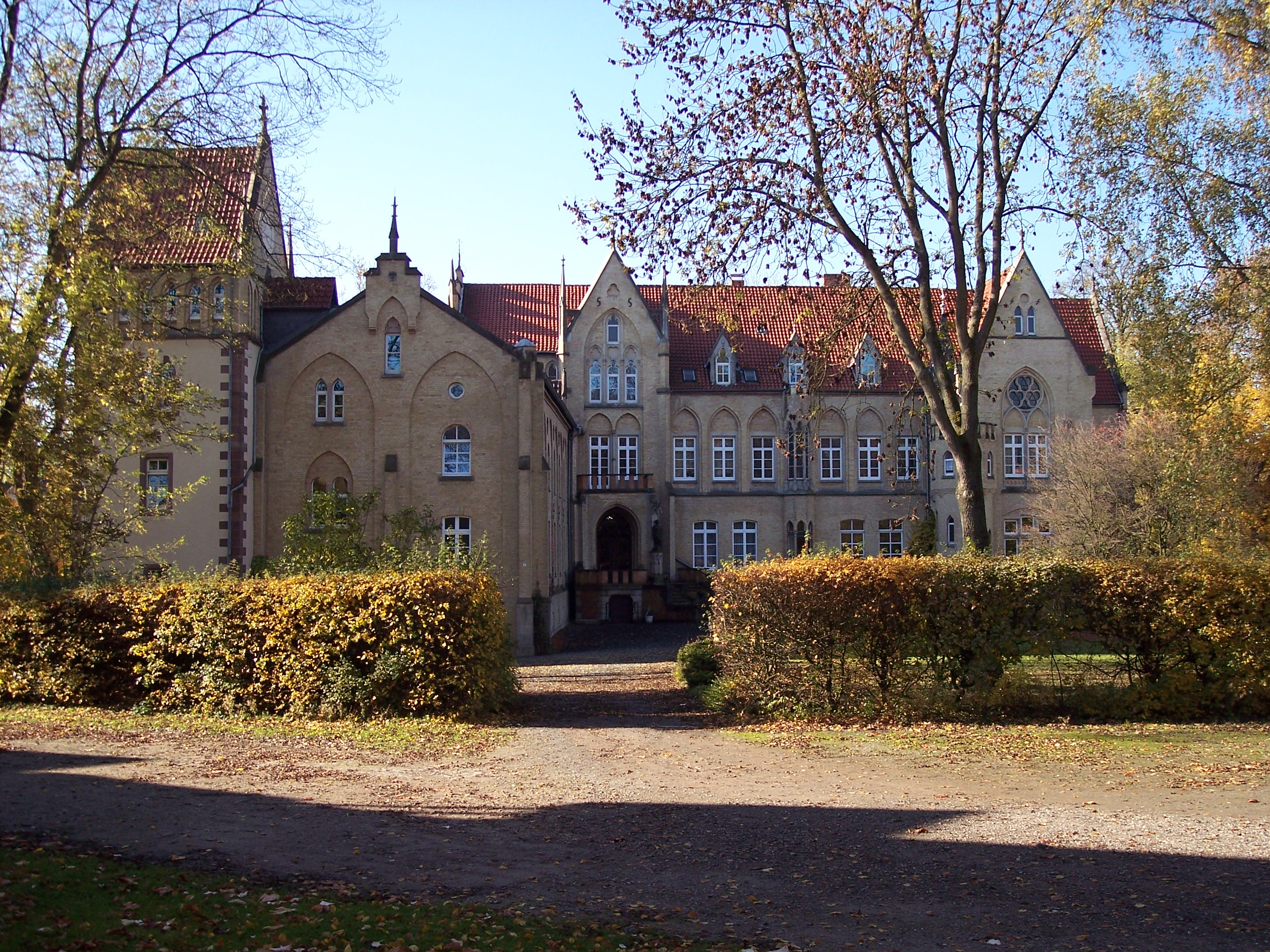
インプスハウゼン城

- 旧ヴィープレヒツハウゼン修道院
- ズートハイム地区の聖ニコライ教会

### インプスハウゼン城
インプスハウゼンの城館は、約 13,000 m2 の城館公園を有している。1862年から1864年に建築家ヨハネス・ラッシュがシュトラーレンハイム家の屋敷としてイギリス式ネオゴシック様式で建設した建物である。第二次世界大戦後、シュトラーレンハイム家はこの城を引き払い、建物はしばらくの間、宿泊施設として利用された。1946年から1951年までポーランドの陸軍幼年学校、1952年からはプロテスタント＝ルター派州教会の神学校となった。1963年にヘンニング・フォン・シュトラーレンハイム男爵は、この城を州教会に寄贈した。1998年以降は、キャンパス・クルセード・フォー・クライストの所有となっている。

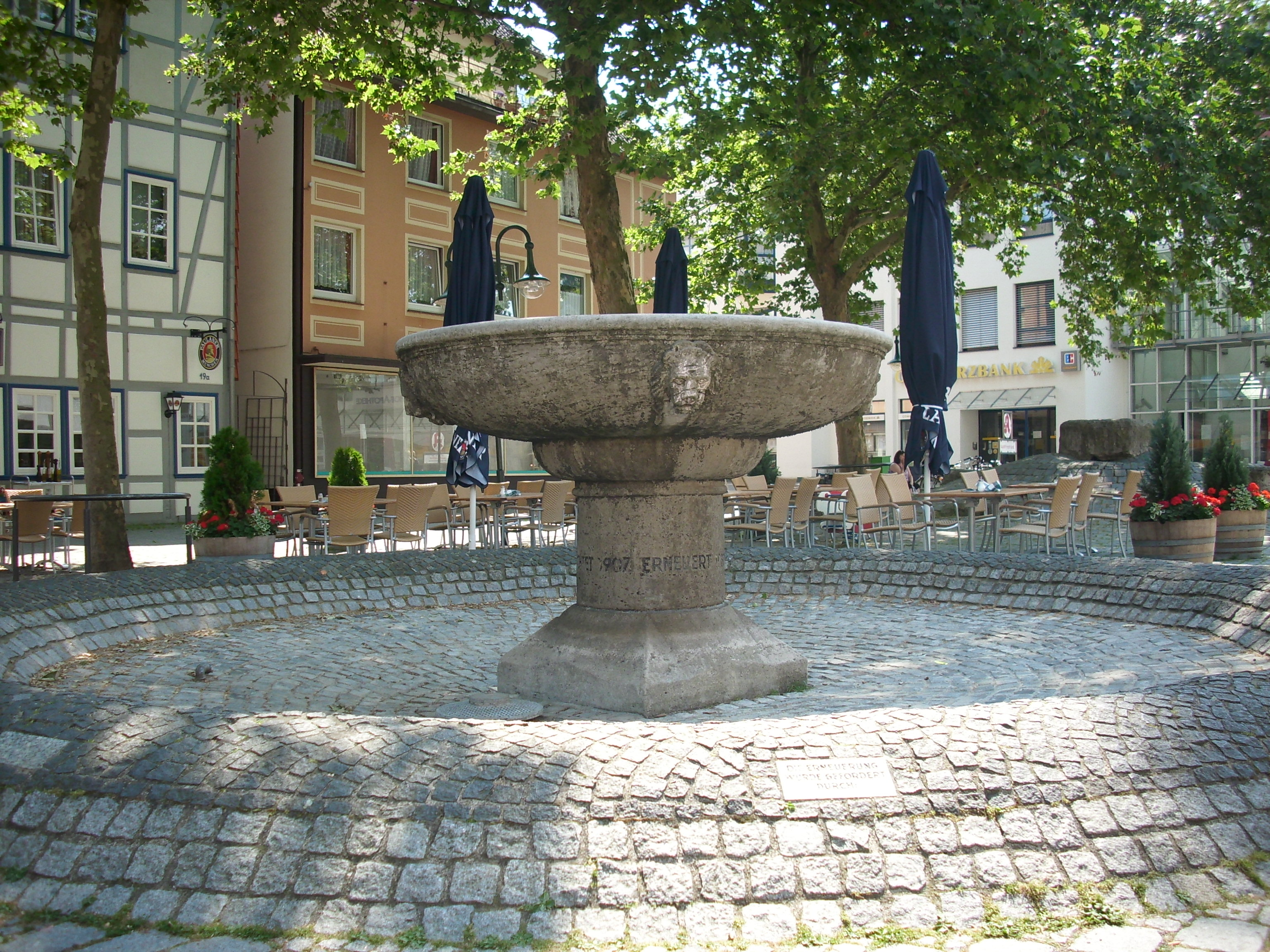
オットー伯の噴水

### 記念碑
19世紀になるまでノルトハイムに記念碑はごくわずかしかなかった。1820年にアーレントシルト少佐の栄誉を顕彰する記念碑が旧ガルデ・キュラジアー兵営跡に建立され、ヴェッセルシュタイン記念碑が1880年に建立された。これら両記念碑は個人的な性格のものであった。1866年と1870年から71年の戦争で亡くなった犠牲者のために、彫刻家エーバーライナウフによるゲルマニア像が1879年にミュンスター広場に建設された。20世紀初めには、マルクト広場にモニュメンタルな噴水を造る計画が立さんされた。記念碑の英雄としてオットー・フォン・ノルトハイムが選ばれた。この伯のブロンズ像を備えた噴水は1907年に完成し、除幕式典が開催された。しかし1918年にブロンズ像は軍事品生産のために鋳つぶされてしまった。噴水の台座は後に現在のシティー・センターに移され、装飾がないままの姿を見せている。この噴水は1980年代に改修が行われた。
1925年に、かつてのコルヴィーニアヌム、現在のマルティ・ルター学校前に戦争記念碑が建立された。2000年以降は第二次世界大戦での死者に向けての記念プレートが取り付けられた。顕彰碑は墓地にも建てられている。
1944年、教会前のゲルマニア像も鋳つぶされた。残された台座は教会の改築に伴い1959年に取り除かれた。1954年、もう1つの戦争記念碑がヴィーター地区のブドウ山に設けられた。
1933年にノルトハイムにシュラーゲター・シュタインがあったが、1971年に撤去され、1989年に完全に破壊された。
第二次世界大戦後、さらに記念碑が建てられた。それは戦争に関わるものばかりではなかった。1966年から「プフェニヒの泉」（「クヴェルヒューゲル」も呼ばれる）が存在している。これは噴水として計画されたのだが、すぐにその用途では使われなくなった。エンテンマルクトの旧市庁舎前で殺害されたユダヤ人市民を追悼する記念碑が1993年に除幕された。
国家社会主義の時代に殺害されたユダヤ人を記念して、2007年2月、市内中心部に16個のつまずきの石が設けられた。この追悼プロジェクトはモーリンゲン強制収容所記憶公園整備も支援した。つまずきの石の敷設は、多くの市民が参加して行われた。
リュッキングスアレーのルーメ川に架かる橋の北側にある緑地には、2009年11月9日からベルリンの壁のオリジナルの一部が設置されている。これは旧ノルトハイム兵舎カメラサークルによるベルリンの壁崩壊20周年を機会にノルトハイム市が設置したものである。元々は彩色されていなかった表面は、ギムナジウム・コルヴィーニアヌムの女性とたちによって芸術的に彩られている。

## 経済と社会資本

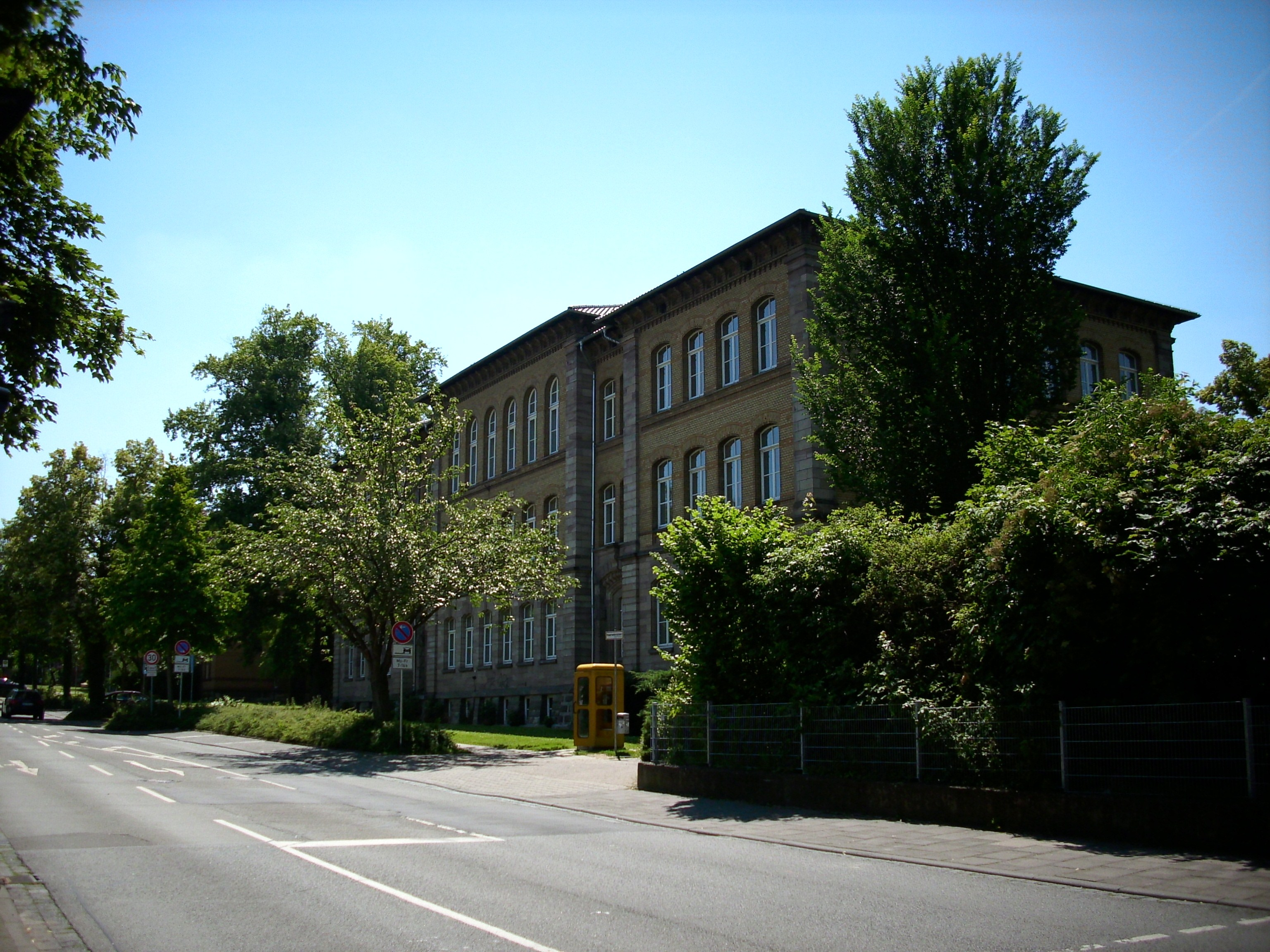
ギムナジウム・コルヴィーニアヌム

### 教育
ノルトハイムには24の教育施設がある。最も有名な学校はギムナジウム・コルヴィーニアヌムである。この学校はドイツ語圏で最も古いギムナジウムの一つである。他には9校の基礎課程学校、5校の職業訓練学校、4校の継続教育学校、1校の本課程学校、1校の実科学校、1校の養護学校、1校の全日制学校がある。
自動車産業における経営学のための国立専門学校 (BFC) や金属と工学のための国立専門センターもノルトハイムにある。

### 交通
ノルトハイムはゲッティンゲンの北 20 km、アインベックの南東 16 km に位置し、アウトバーンA7号線（フレンスブルク - ハンブルク - ハノーファー - カッセル - ヴュルツブルク - フュッセン）および連邦道 B3号線、B241号線、B248号線に面している。2007年秋にノルトハイムの西バイパスが完成した。
街を、鉄道ハノーファー - フランクフルト・アム・マイン線およびハノーファー - ヴュルツブルク線（旧南北鉄道）が通っている。また、この街からヘルツベルク・アム・ハルツを経由してノルトハウゼンに至る南ハルツ線がある。また、ゾリング鉄道がオットベルゲン（ヘクスター市）まで運行している。市域の西をハノーファー - ヴュルツブルク高速鉄道路線が通過している。
2009年12月のダイヤ改正以降、ノルトハイムを経由するインターシティ (IC) の列車本数が大きく減少した。多くのICはハノーファー南線ではなく、ハノーファー - ヴュルツブルク高速鉄道路線を通るようになった。わずかに3本の列車がライネタールを通って、昔ながらにアルフェルト、ノルトハイム、クライエンゼンを経由するようになった。2011年時点ではノルトハイムに停車するインターシティは存在しない。市の東部、湖水地区の真ん中にノルトハイム飛行場があり、遊覧飛行機やチャーター機が利用している。

### 地元企業
紳士向けの夜会服や外出着メーカーである Wilvorst社はノルトハイムに本社を置く。
コンチネンタルの子会社である ContiTech Elastomer-Beschichtungen GmbH は、被覆材などのゴム製品（大型救命ゴムボート、防護服、膜製品など）や印刷分野でのゴムブランケット（オフセット印刷参照）を開発、製造している。この他には、ContiTech Vibration Control GmbH（ゴム製のブレーキパッドやコントロールパッド）、ContiTech Schlauch GmbH、ContiTech Transportbandsysteme などがある。
THIMM - The Highpack Group は、元々は段ボール製包装資材メーカーであったが、今日ではディスプレイ（プレゼント用パッケージ）、印刷サービスやコンサルタント業も行っている。
SABEU Kunststoffwerk Northeim GmbH は、熱可塑性樹脂や熱可塑性エラストマーからダイカスト製品を開発・製造している。

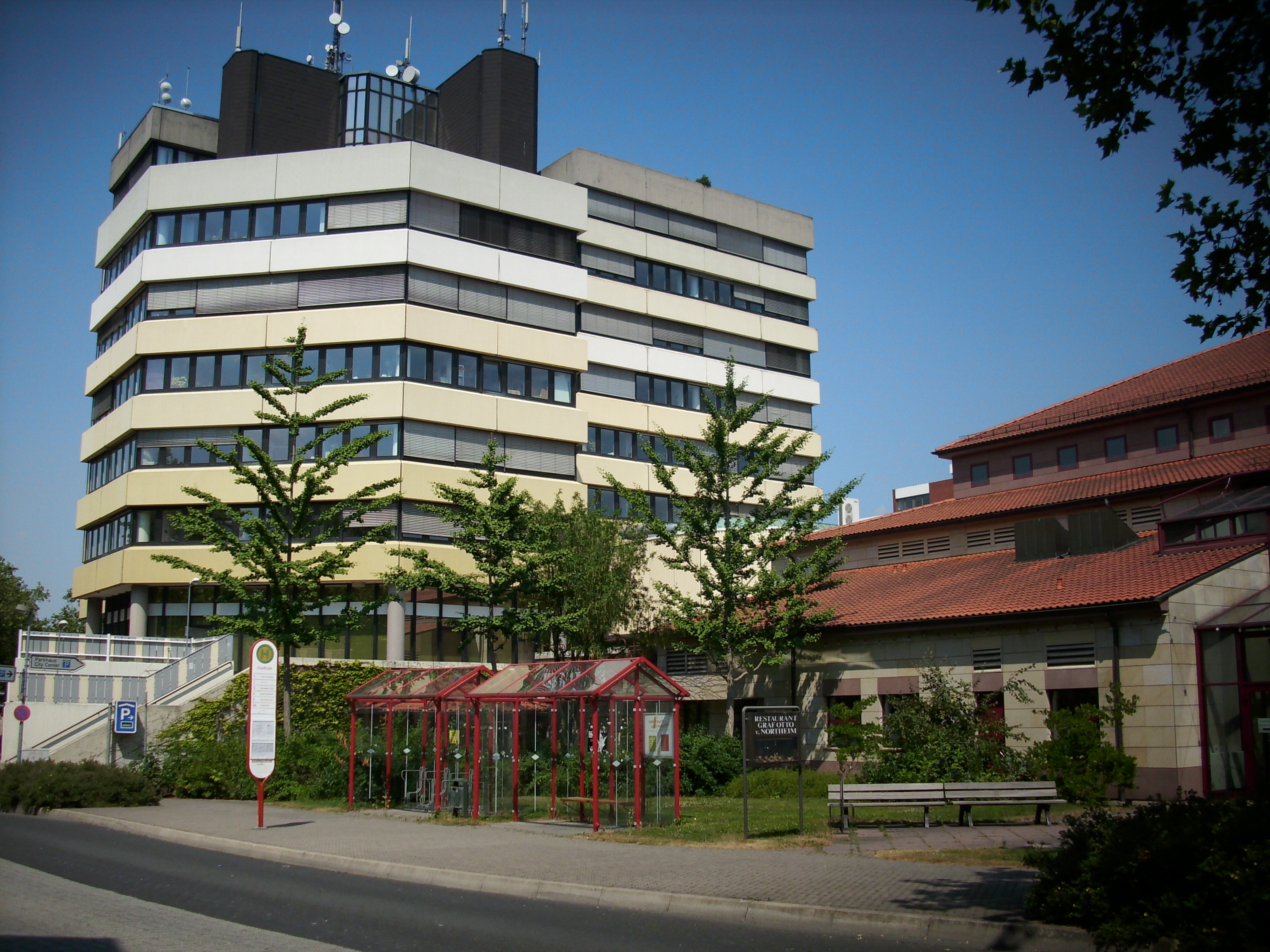
ノルトハイム郡郡庁舎

### 公共機関
郡庁所在都市であるノルトハイムには様々な役所や、公共あるいは私営の機関がある。主なものを以下に列記する。
- ノルトハイム区裁判所
- ノルトハイム税務署
- ノルトハイム登記所
- ノルトハイム郡郡庁舎
- ノルトハイム市市民窓口
- ノルトハイム/オステローデ警察監査局
- ノルトハイム衛生局
- ゲッティンゲン職業安定所
- ノルトハイム市営林署
- ハノーファー農業会議所
- ノルトハイム郡立市民大学

- 区裁判所
- 税務署
- 登記所

### メディア
ノルトハイマー・ツァイトゥングは、1910年から（商業登記簿によれば）「ノルトハイムで最も新しい新聞」である。この新聞社は1974年に「ヘシッシェ/ニーダーザクシッシェ・アルゲマイネ」に吸収され、ノルトハイム郡の重要なローカル新聞の一つになっている。

## 人物

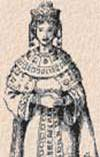
リヒェンツァ・フォン・ノルトハイム

### 出身者
- オットー・フォン・ノルトハイム（1020年頃 - 1083年）ノルトハイム伯、バイエルン公（バイエルン公としてはオットー2世）。
- ハインリヒ・デア・フェッテ（1055年頃 - 1101年）オットー・フォン・ノルトハイムの息子。リッティガウとアイクスフェルトの伯、フリースラント辺境伯。
- リヒェンツァ・フォン・ノルトハイム（1087年から89年頃 - 1141年）皇帝ロタール3世の皇妃。
- アウグスト・エーバーハルト・ミュラー（1767年 - 1817年）作曲家、オルガン奏者、トーマスカントル。
- オットー・アイスフェルト（1887年 - 1973年）プロテスタント神学者。
- ゲオルク・ディーデリヒス（1900年 - 1983年）政治家。

### ゆかりの人物
- ブルクハルト・ハイム（1925年 - 2001年）物理学者。ノルトハイムで亡くなった。